# 新福井駅
新福井駅（しんふくいえき）は、福井県福井市日之出一丁目にある、えちぜん鉄道勝山永平寺線の駅である。駅番号はE2。福井口駅から乗り入れる三国芦原線の列車も利用可能となっている。

## 歴史
- 1914年（大正3年）2月11日：京都電燈越前電気鉄道の当駅 - 市荒川（現在の越前竹原駅）開業に伴い[3][4]、駅開設[1][2]。
- 1929年（昭和4年）
  - 9月21日：福井 - 当駅間が延伸開業[5][6]。三国芦原電鉄が乗り入れを開始[7]。
  - 11月20日：福井 - 当駅間が複線化される[7][8]。
- 1942年（昭和17年）3月2日：京福電気鉄道（京福）設立に伴い[9]、同社の越前線（後の越前本線）の駅となる[4]。
- 1970年（昭和45年）7月1日：駅業務の委託を開始[10]。
- 1993年（平成5年）1月11日：駅業務を廃止、無人化（無人駅）[1][11]。
- 1997年（平成9年）3月23日：福井駅付近連続立体交差事業により仮線に移転。
- 2001年（平成13年）6月25日：事故（京福電気鉄道越前本線列車衝突事故）による全線運行休止により休業[10][12]。
- 2003年（平成15年）
  - 2月1日：京福がえちぜん鉄道に駅施設を譲渡[12]。
  - 7月20日：勝山永平寺線の福井 - 永平寺口間ならびに三国芦原線の福井口 - 西長田（現在の西長田ゆりの里駅）間の運行再開に伴い、営業再開[11][12]。
- 2006年（平成18年）4月9日：当駅 - 福井口間が単線化[11]。
- 2015年（平成27年）9月27日：北陸新幹線の高架を使用して福井 - 当駅間を仮高架化[13][14]。
- 2018年（平成30年）6月24日：えちぜん鉄道高架橋での営業運転を開始[15][16]。

## 駅構造
相対式ホーム2面2線の高架駅。2015年の仮高架化までは島式ホーム1面2線の地上駅となっていた。出入り口は福井方面ホームにのみ設置され、2018年の移設までの仮高架では珍しい構内踏切を持つ駅であった。
福井駅 - 当駅間は、まず2009年2月19日に完成した北陸新幹線の福井駅周辺部分の高架に暫定的に乗り入れ、その後新幹線の東側にえちぜん鉄道専用の高架を整備。2015年9月27日に新幹線の高架に仮駅を新設して営業していた。なお、2018年の高架化完了に伴い、福井駅 - 福井口駅間は全区間で単線となった（2006年に当駅 - 福井口駅間が単線化）。
| のりば | 路線                      | 方向 | 行先                                          |
| ------ | ------------------------- | ---- | --------------------------------------------- |
| 1      | ■三国芦原線 ■勝山永平寺線 | 下り | あわら湯のまち・三国港方面 永平寺口・勝山方面 |
| 2      | ■三国芦原線 ■勝山永平寺線 | 上り | 福井方面                                      |

## ギャラリー

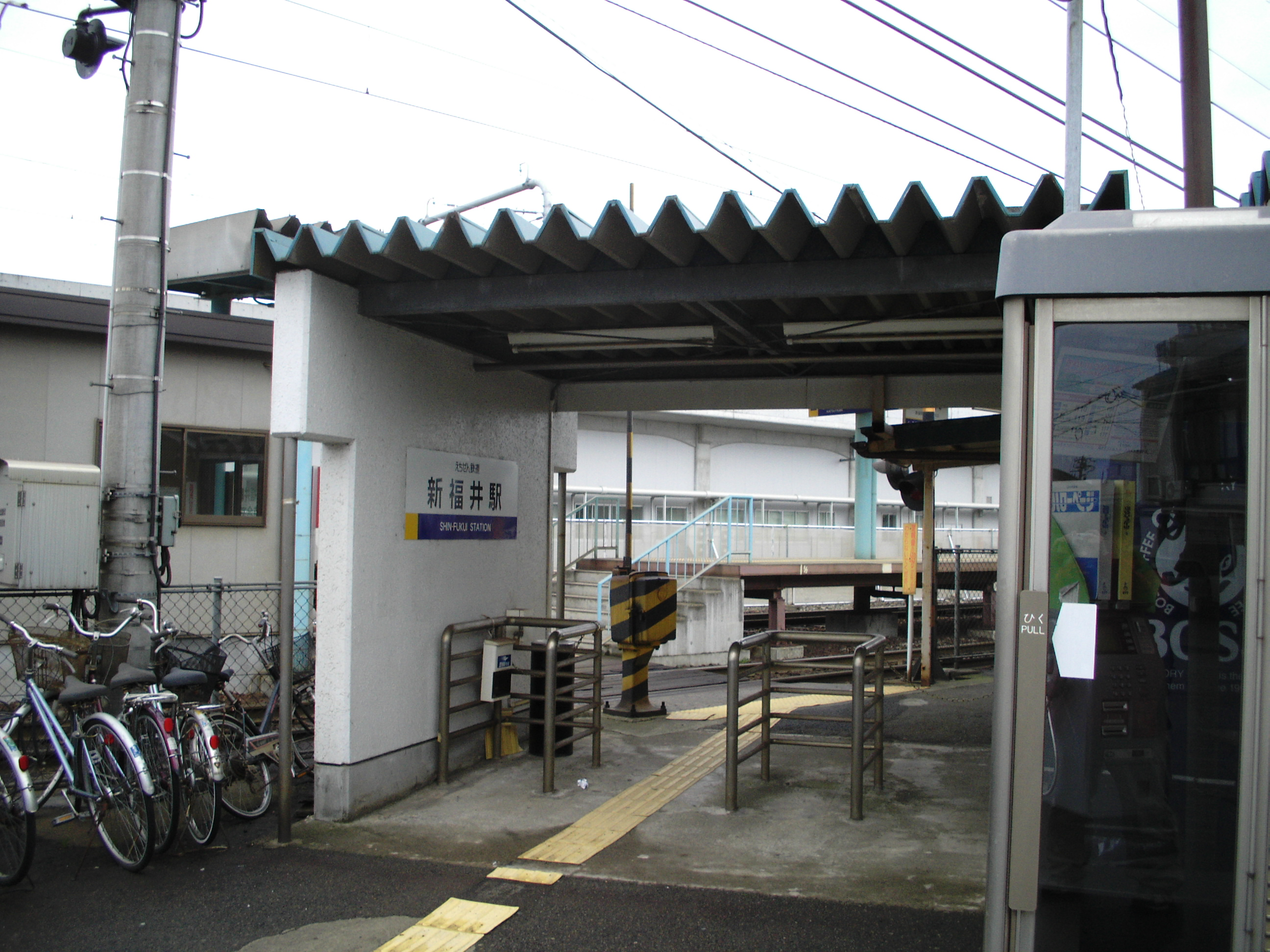
新幹線高架へ移転前の駅入口（2006年4月2日）
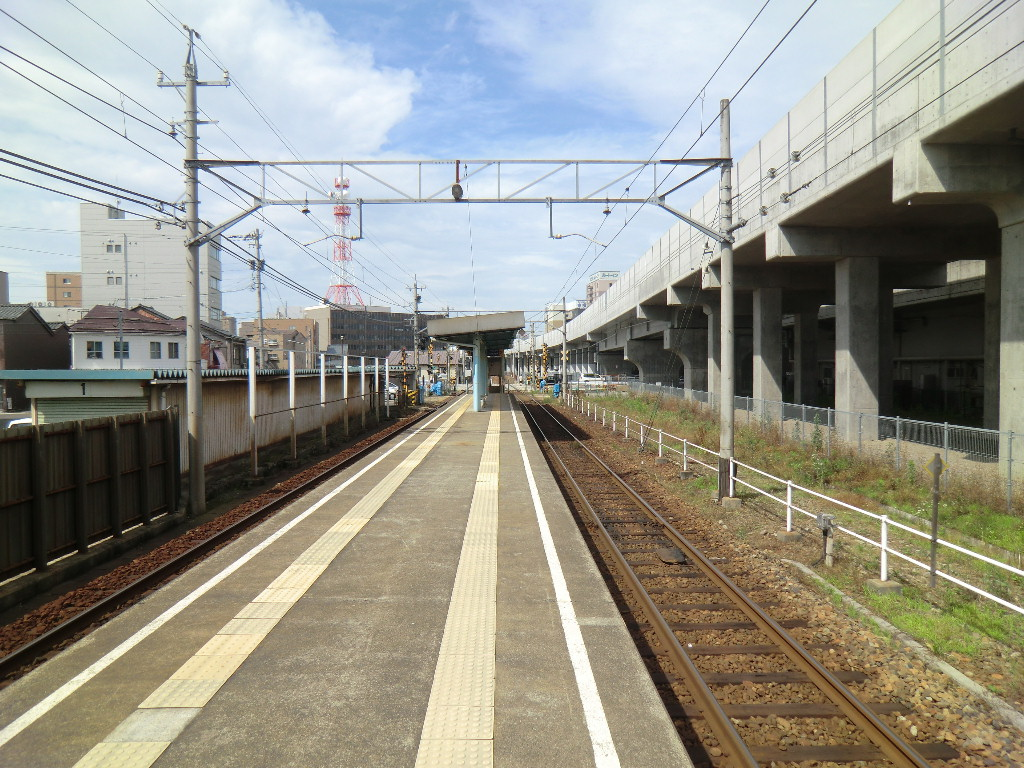
新幹線高架へ移転前のホーム（2011年6月26日）
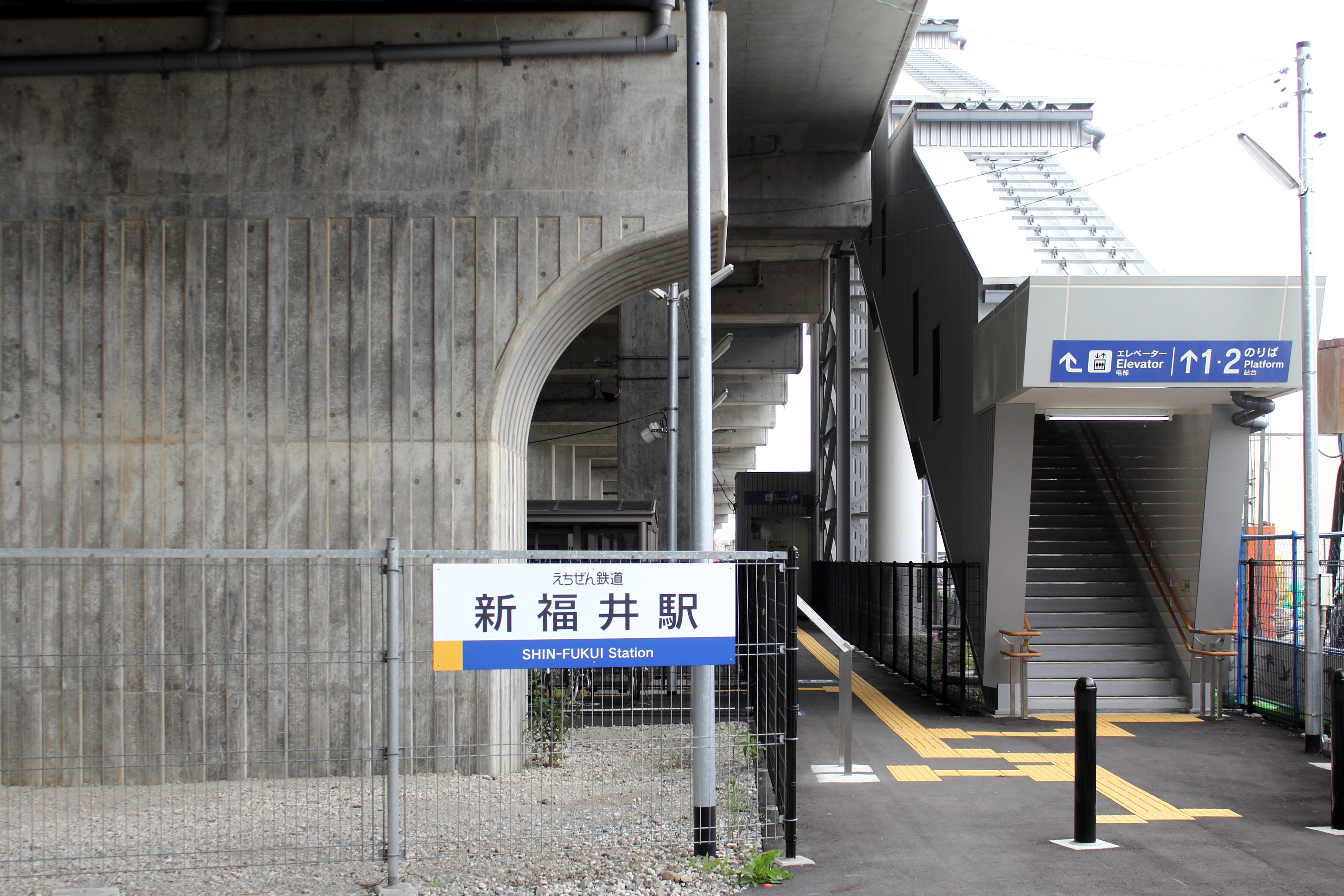
新幹線高架へ移転後の仮設駅（2016年4月24日）

## 利用状況
1日の平均乗降人員は以下の通りである。
| 乗降人員推移 | 乗降人員推移 |
| 年度         | 1日平均人数  |
| ------------ | ------------ |
| 2011年       | 50           |
| 2012年       | 41           |
| 2013年       | 43           |
| 2014年       | 43           |
| 2015年       | 43           |
| 2016年       | 41           |
| 2017年       | 49           |
| 2018年       | 41           |

## 駅周辺
えちぜん鉄道の駅としては隣の福井駅とともに、福井市が設定する中心市街地区域に含まれている。駅周辺には「観音町商店街」が存在し、これが勝山永平寺線の観音町駅（永平寺町）と混同されることがある。
- 福井地方合同庁舎
  - 総務省近畿管区行政評価局 福井行政監視行政相談センター
  - 農林水産省北陸農政局 福井県拠点
  - 自衛隊福井地方協力本部 福井募集案内所
- 福井県国際交流会館（福井県旅券室）
- 福井県庁宝永分庁舎
- 福井県警察本部葵分庁舎
- 福井市日之出小学校
- 養浩館庭園
- 福井市立郷土歴史博物館
- ハピラインふくい本社
- 京福電気鉄道福井事務所[22][注 1]
- 京福不動産本社[26][注 2]

## バス路線
- 京福バス 城町停留所 - 北約180m、福井県道128号福井停車場米松線（お泉水通り）沿い
  - 北行のりば - ※は土曜・日曜・祝日・年末年始運休
    - すまいるバス 文京・田原方面循環
    - 20系統 幾久・新田塚線（幾久先回り） 循環
    - 32系統 丸岡線 丸岡高校行き、丸岡バスターミナル行き ※
    - 51系統 済生会問屋団地線（問屋団地先回り） 循環

  - 南行のりば - 各系統 次停留所の福井駅行き

## 隣の駅
えちぜん鉄道
■勝山永平寺線（■三国芦原線直通含む）
□快速（上りのみ）・■普通
福井駅 (E1) - 新福井駅 (E2) - 福井口駅 (E3)